# Rom, offene Stadt
Rom, offene Stadt (Originaltitel: Roma città aperta) ist ein italienischer Spielfilm von Roberto Rossellini aus dem Jahr 1945. Das Kriegsdrama wurde bereits während des Krieges vorbereitet und ist ein Beispiel des italienischen Neorealismus und wurde mit der Goldenen Palme ausgezeichnet.
Im Jahr 2008 wurde dieser Film auf die offizielle, vom italienischen Kulturministerium gebilligte Liste „100 erhaltenswerte italienische Filme“ aufgenommen, wo er der zu den ältesten vertretenen Filmen zählt. Die 100 ausgewählten Filme entstanden zwischen 1942 und 1978 und haben das kollektive Gedächtnis Italiens maßgeblich geprägt.

## Handlung
Italien, das 1943 im Zweiten Weltkrieg die Fronten gewechselt hat, ist von den Deutschen besetzt. Am 14. August 1943 ist Rom zur offenen Stadt erklärt worden.
Der Ingenieur Giorgio Manfredi und der Priester Don Pietro Pellegrini arbeiten im Widerstand gegen die Deutschen. Die italienischen Faschisten, Kommunisten, Sozialisten und Monarchisten sind dabei verbündet. Der Freund des Ingenieurs, der Drucker Francesco, ist mit der Witwe Pina verlobt, die mit ihrer Familie ein karges Leben führt. Ihr Sohn aus erster Ehe, Marcello, hilft dem Widerstand, indem er Bomben schmuggelt.
Marina, die ehemalige Geliebte Giorgios, führt einen vergleichsweise aufwendigen Lebensstil, da sie sich reiche Liebhaber hält. Für Luxusgüter und Drogen verrät sie die Widerstandskämpfer, die auch für tödliche Anschläge auf Wehrmachtssoldaten verantwortlich sind.
Der Kommandeur der örtlichen Gestapo, SS-Sturmbannführer Bergmann, verhaftet Giorgio, den Priester und einen weiteren Komplizen. Letzterer erhängt sich im Gefängnis. Giorgio soll Namen der Komplizen preisgeben und weigert sich. Er wird zu Tode gefoltert. Währenddessen äußert ein anderer SS-Offizier Zweifel am Herrenmenschentum der Nazis und zieht ein ernüchterndes Fazit des Zweiten Weltkrieges: Dieser habe nur dazu geführt, dass das Deutsche Volk von ganz Europa gehasst werde. Bergmann, der die Italiener als Sklavenvolk betrachtet, verbietet seinem Untergebenen, diese Gedanken zu äußern. Als Marina die Leiche des gefolterten Giorgios erblickt, bricht sie zusammen. Der Film endet mit der Exekution des Priesters. Eigentlich soll er von einem Erschießungskommando italienischer Faschisten hingerichtet werden, doch alle schießen daneben. Schließlich tötet der deutsche SS-Offizier den Priester mit einem Kopfschuss aus seiner Pistole.

## Hintergrund
Basierend auf miteinander verbundenen Episoden werden mehrere Figuren dargestellt, so die verschiedenen Mitglieder des Widerstands, von denen einer eine Beziehung zu einer verwitweten Mutter hat, die er zu heiraten plant. Der Priester sieht die Unterstützung als Erfüllung seiner Glaubenspflicht an. Es treten verschiedene Polizisten auf, die zum Teil mit den Deutschen zusammenarbeiten, zum Teil einfach nur ihre Arbeit machen wollen. Auch die Deutschen werden differenziert dargestellt. Der örtliche Leiter der Gestapo verachtet die Italiener, ein anderer SS-Offizier erkennt, dass das Verhalten der Deutschen nur Hass und Widerstand schürt. Dass die Widerständler gefasst werden, liegt schließlich nur an der Kollaboration ihrer Landsfrau, die für Drogen und aus finanziellen Gründen mit den Besatzern zusammenarbeitet.
Das Drehbuch entstand unter Mitwirkung von Federico Fellini. Es basiert auf tatsächlichen Ereignissen, die Roberto Rossellini in einem sehr sachlichen, dokumentarischen Stil verfilmte. Der Film bildete den Auftakt zu Rossellinis Neorealistischer Trilogie (siehe auch Paisà, 1946 und Deutschland im Jahre Null, 1948)
Von den Schauspielern des Ensemble-Filmes sind aus heutiger Sicht vor allem Aldo Fabrizi und Anna Magnani bekannt; für Magnani stellte der Film den Grundstein ihrer Weltkarriere dar.

## Entscheidungen der FSK
Die FSK urteilte am 8. September 1950, der Film zeige „die historische Wahrheit, wenn auch überdreht“; „Heute jedoch, in einer neuen europäischen Situation, müssen von einer öffentlichen Vorführung völkerverhetzende Wirkungen befürchtet werden, die im Interesse einer allgemeinen, besonders einer europäischen Völkerverständigung unbedingt zu vermeiden sind.“ Insbesondere müsse eine empfindliche Störung des Verhältnisses zwischen Deutschland und Italien befürchtet werden, „deren Auswirkungen nicht übersehbar wären und daher auch im Interesse des Herstellungslandes nicht verantwortet werden können.“
Der Arbeitsausschuss der FSK verbot deshalb einstimmig die öffentliche Vorführung des Films in der Bundesrepublik Deutschland. Für geschlossene Klub-Vorführungen war die Originalfassung des Films freigegeben. Für diese Linie fand die FSK in der Presse fast ausschließlich Zustimmung. So schrieb Bruno E. Werner am 5. November 1950 in der Neuen Zeitung: „Was 1946 Therapie hätte sein können, das ist 1950 neue Infektion.“
Als 1960 der Film der FSK erneut vorgelegt wurde, waren die Prüfer bereit, den Film freizugeben, da sich in den letzten Jahren „im politischen Klima sehr viel geändert habe und die heutige Situation eine andere Wirkung des Films möglich erscheinen lasse“. Der Film müsse aber einen neuen Vortext erhalten, der dem Besucher den Unterschied zwischen SS und Deutschen in Erinnerung rufe.
Ende 1960 prüfte die FSK eine leicht gekürzte und geänderte deutsche Fassung; Anfang 1961 gab sie sie ab 16 frei. Die Änderungen schwächen einige Stellen ab; einige Dialog-Veränderungen bewirkten Sinnentstellungen. So wurde aus dem Kommunisten ein Sozialist, und die Nationalität der deutschen Folterer wurde nicht explizit angesprochen, sondern diese einfach als Nazis bezeichnet.
Die Arthaus-DVD (erschienen 1999) enthält die Original-Tonspur (neben der deutschen Synchro) und auch eine Dokumentation über die Audio-Zensur der deutschen Tonspur. Die ebenfalls von der deutschen Zensur getilgte Folterszene findet sich auf der Arthaus-DVD jedoch nicht. An dem Haus in der Via degli Avignonesi, einem der wesentlichen Drehorte, erinnert seit 1995 eine Plakette an den Film.

## Kritiken
„Die Aktivitäten, die Verfolgung und das grausame Ende einer italienischen Widerstandsgruppe zur Zeit der deutschen Besatzung (1944). Ein Meilenstein der Filmgeschichte.“

„Wenn es so etwas wie die Poesie der Menschlichkeit geben sollte, dann in Roberto Rossellinis nach wie vor begeisterndem Drama Roma, città aperta von 1945. Es ist dies nicht nur ein überaus realistisch wirkender Film über die Resistenza, den italienischen Widerstand gegen die deutschen Nazi-Besatzer in Rom, sondern ein Propagandafilm ganz eigener Art. […] Rom, offene Stadt [ist] ein Propagandafilm, der mit einem völlig nüchternen und deshalb umso stärker wirkenden Idealismus auf dem Guten im Menschen beharrt. Der behauptet, dass jenseits von Bildung und Herkommen jeder weiß, was richtig und falsch ist – und dass er deshalb, wenn es darauf ankommt, auch ein Held sein kann.“

„Schlüsselwerk des Neorealismus.“

„Die mit hartem Realismus und hohem künstlerischen Vermögen geschilderte Chronik von der Auseinandersetzung zwischen italienischen Widerstandskämpfern und der deutschen SS im Rom des Jahres 1944. Einige Einseitigkeiten in der Zeichnung der Charaktere sollten in der Auseinandersetzung mit diesem Film nicht überbetont werden.“

## Auszeichnungen
- Internationale Filmfestspiele von Cannes 1946 – Grand Prix
- Sindacato Nazionale dei Giornalisti Cinematografici Italiani; Silbernes Band für den besten Film; Auszeichnung für Anna Magnani als beste Nebendarstellerin (1946)
- National Board of Review: Bester fremdsprachiger Film 1946, beste Darstellerin: Anna Magnani
- New York Film Critics Circle Awards: Bester fremdsprachiger Film 1946
- Sowie eine Oscarnominierung 1947, in der Kategorie Bestes Drehbuch

## Fassungen
- David Forgacs: Rom, offene Stadt (Roma, città aperta). Arthaus, Leipzig 2005 ISBN 3-86578-003-2 (zensiert), DVD 93 min. mit Sehbuch
- Rossellini: The War Trilogy, mehrsprachig, British Film Institute BFI, enthält auch "Paisà" und "Deutschland zur Stunde Null". 103 min.